# Formosia callipygos
Formosia callipygos là một loài ruồi trong họ Tachinidae.